# Jerzy Heczko

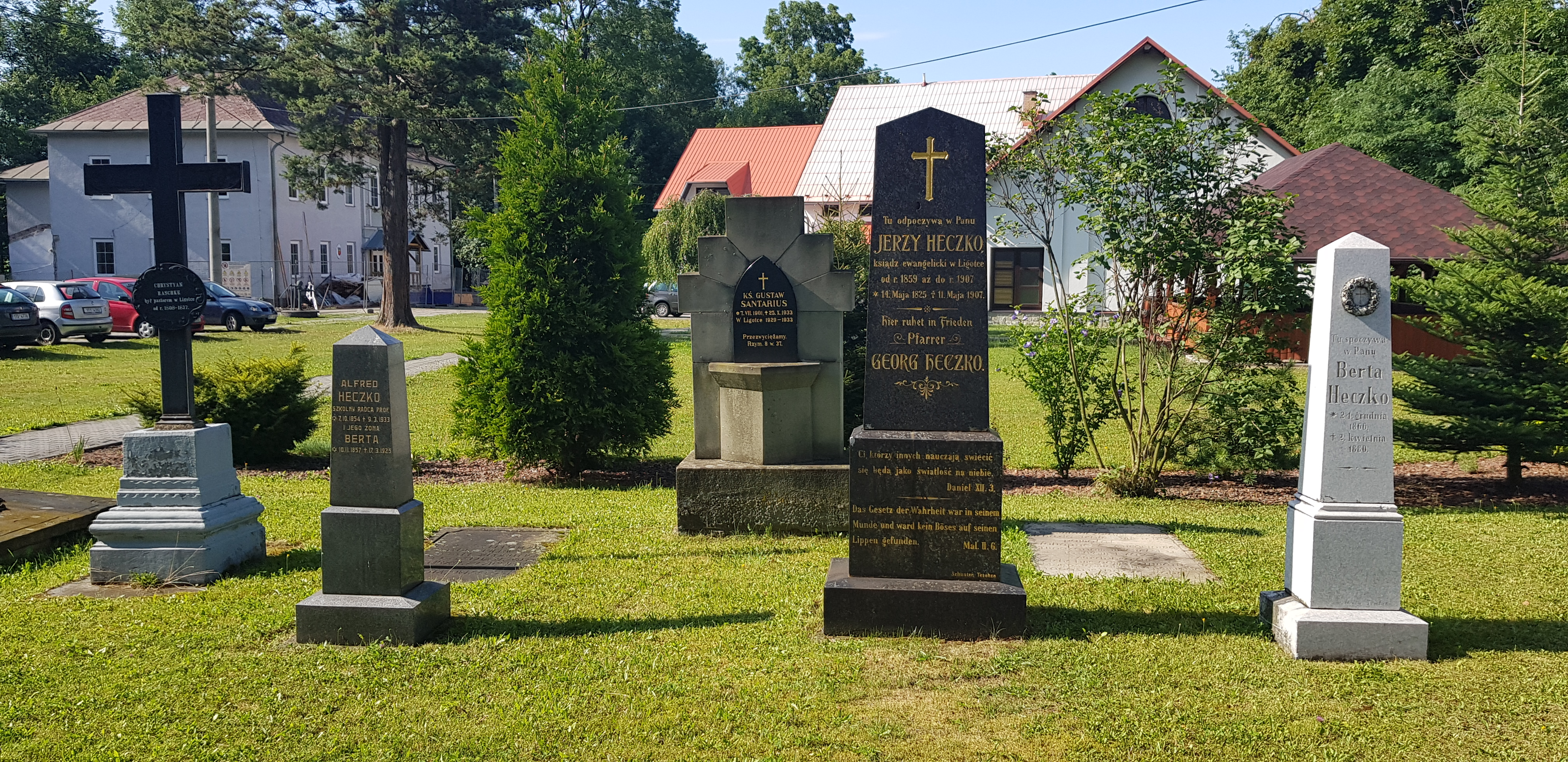
Grobowiec na cmentarzu w Ligotce Kameralnej

Jerzy Bogusław Heczko (ur. 14 maja 1825 w Łyżbicach, zm. 11 maja 1907 w Ligotce Kameralnej) – polski duchowny luterański, pisarz religijny, autor pieśni kościelnych, twórca jednego z najpopularniejszych polskich kancjonałów ewangelickich pt. Kancyonał czyli śpiewnik dla chrześcian ewangielickich (1. wydanie w 1865).

## Życiorys
Urodził się w rodzinie chłopskiej. Naukę szkolną odbywał w Cieszynie, w Kieżmarku i Lewoczy. Był absolwentem seminarium nauczycielskiego w Modrej koło Bratysławy. Odbył studia teologiczne w Wiedniu. Uzupełniał te studia w Szwajcarii. W 1852 został pastorem parafii ewangelickiej w Stadle w powiecie nowosądeckim, następnie w 1855 w Nowym Gawłowie koło Bochni, zaś w 1859 w Ligotce Kameralnej na Śląsku Cieszyńskim.
Był autorem wielu publikacji religijnych, lecz największe znaczenie miał pośród nich wydany po raz pierwszy w 1865 Kancyonał czyli śpiewnik dla chrześcian ewangielickich zwany potocznie Kancjonałem Heczki. Pozycja ta doczekała się na przestrzeni blisko 100 lat 21 wydań (ostatnia edycja w Polsce nastąpiła w 1954) i miała zasadnicze znaczenie dla utrwalania polskości wśród ewangelików na Śląsku Cieszyńskim, także po jego podziale na Zaolziu.
Był wydawcą dwutygodnika „Ewangelik”. W latach 1881–1890 pełnił funkcję prezesa Towarzystwa Ewangelickiego Oświaty Ludowej w Cieszynie.
Do kancjonału Heczki muzykę napisał Jerzy Klus, który w 1866 i 1886 roku wydał wraz z nutami w Cieszynie Melodyje pieśni kościelnych używanych w zborach ewangelickich na Szląsku .